# 히치 드라이제
만화 《진격의 거인》의 등장인물이자, 스토헤스 구 동부 병단 지부 소속 헌병. 이 만화의 주역 병단이 조사병단이라서 조연이나 다름 없는 헌병단 사이드의 104기 출신 병사들 중에서도 주인공이자 주연으로도 볼 수 있는 인물이다.
보리스 포일너가 사실상 엑스트라 이하의 공기 캐릭터가 되어 메인 스트림에서 완벽히 잊혀지고 마를로 프로이덴베르크가 전사한 후에는 위치와 입지가 확고되어 현재까지 등장한 선역 네임드 헌병들 중에서는 헌병단장 나일 도크를 제외한다면 출연 비중과 행적이 가장 높다. 168cm의 신장에 병사답게 다부진 체격을 갖추었으며, 날카로운 듯 가늘게 생긴 듯한 길게 선 눈매와 뾰족한 들창코, 커트머리에 연갈색을 한 열다섯 살의 소녀. 마를로 프로이덴베르크와 보리스 포일너와는 카라네스 구 동부 훈련 사단에서 함께 동문수학한 동기 지간으로 정식 헌병으로 헌병단에 입단한 이후로도 월 시나 동부 스토헤스 구로 보직을 옮겼다.

## 능력치
훈련 성적이 상위 10위권에 드는 전교권 우등생들만 들어오는 헌병단 아니랄까 봐 능력치는 전체적으로 우수하다.

## 성격
첫 등장할 때의 모습을 보면 얄미운 고양이 같은 인상에다가, 사람 놀리는 걸 아무렇지도 않게 즐기는 짖궂고 밉살스러운 언행 덕택에 보리스에게 "너 같은 놈이 헌병단에 들어오는 방법은 따로 있다."는 소리까지 듣지만, 설정상의 능력치만 우수한게 아니라 이미 죽은 것으로 추정되던, 같은 방을 쓰던 애니의 짐을 치우지 않고 보관하고 있거나 마를로를 두고 도망치지 않고 무기를 구해서 도와주러 다시 오는등 동료를 생각하는 속이 깊고 착한 아이.
인류 최강의 전사에게 살벌한 분위기로 목숨을 위협당하고 있는 상황에서도 할 말은 해야겠다는 듯 리바이에게 스토헤스구의 인명피해를 따지거나 하는 모습을 보면, 또 리바이의 심드렁한 '알고 있다'는 태도를 보자 분노에 차서 노려보는 장면을 보면 밉살스러운 언행과는 별개로 군인으로서의 마음가짐은 확실히 갖추고 있다.

## 이름 관련
이름과 관련해서 여러 가지 이야기가 나돌고 있다. Hitch Dreyse (ヒッチ・ドライゼ/독일어 발음: 히치 드라이제/영문 발음: 히치 드리스)거나 Hitch Doris (ヒッチ・ドリス/정발판: 히치 도리스)라는 추측.
59화에서 처음으로 풀네임이 공개되었지만 약간의 논쟁이 있었는데, 가타가나로 히치 도리스라고 쓰는 것은 확실한데 이것의 정확한 스펠링이 무엇인가?에 대해 말이 많았다. 가타가나 그대로의 영미권 계열 여성의 이름으로 Doris라는 이름이 있기 때문에 이것이 맞는 것으로 생각되었지만 영문판 진격위키에서 Hitch Dreyse라는 스펠링으로 나와서 한때 항목이 히치 드라이제 라고 작성되기도 했었다. 캐릭터 이름에 독일 이름을 주로 사용하는 작품의 성격상 이쪽이 맞지 않나 싶은 말도 있었지만 네이버 E-Book 정식 번역 59화에서 '히치 도리스'로 표기되기도 했고, 일본어로도 Dreyse는 ドライゼ = 도라이제 라고 읽으므로 Doris로 판단되어 항목이 옮겨졌다. 뭐 정답은 결국 작가가 직접 밝히거나 설정집이 나와야만 판단 가능할 것이다. 2018년에 나온 OVA에서는 애니가 성을 "도리스"로 읽는 것이 밝혀졌다.

## 작중 행적

### 1권 ~ 23권

#### 104기 훈련병단입학 및 졸업
마를로 프로이덴베르크, 보리스 포일너 등이 배속된 월 로제 동부 구역인 카라네스 구의 훈련병 동부 사단에 847년부터 삼년 간의 군사 훈련 끝에 850년에 간신히 상위 10위권에 들 정도로 우수한 성적으로 졸업했다.

#### 월 시나스토헤스 구 토벌 작전
104기 훈련병단 동부 사단 상위 10인 출신인 헌병단의 신병으로, 훈련소 출신은 다르지만 다른 주역들과 같은 기수 출신의 104기이자 동년배이다. 방벽의 가장 안쪽에 있는 세 번째 방벽 월 시나의 동부에 있는 지구 스토헤스 구 병단 지부 소속의 신참 헌병으로 배속되었고 850년에 첫 군무를 시작했다. 애니 레온하트와 비슷한 기숙사 방을 함께 쓰는 새로운 룸메이트가 되었다.
제57회 방벽 외부 조사가 참담한 실적으로 마무리되고 에렌을 헌병단의 관할로 데려간다는 조치를 내린 왕정에 의해 에렌이 탄 마차를 다른 병사들과 함께 호위한다는 임무를 받고 아침부터 업무를 시작한다. 동기들과 함께 열을 이루며 서 있는 와중에 남부 사단의 톱 10위권 병사들 중 유일하게 헌병단에 입단한 애니에게 자고 있을 때 얼굴이 무서워서 못 깨웠다고 가볍고 밉살스러운 언행으로 놀렸다. 부정부패한 헌병단을 내 손으로 뜯어고치고 폐단을 종식시키겠다는 자신의 포부를 진지하게 고백하는 마를로를 보고 크게 웃어대는 등 다소 밉살스러운 모습으로 나왔다. 가볍고 경박해 보이지만 나름 한 성격하고 할 땐 하는 모양.
애니에서 추가된 오리지널 장면에서는 원작에 비해 비중과 행적 지분이 늘어났다. 선임 헌병에게 쥐어터지는 마를로를 애니와 함께 감싸주고 흥분한 선임을 애교 반 협박 반으로 물러서게 하는 모습은 히치가 얼마나 영리하고 판단력이 신중하며 일개 병사로서의 위기 대응 능력과 임기응변이 뛰어난지를 보여 준다. 애니메이션에서는 뇌물을 수수하고 직무를 유기하러 가는 뻔뻔한 선임 헌병들의 부정부패한 행태에 반발한 마를로가 결국 찍혀서 머스킷총으로 거하게 폭행당하는 광경을 씁쓸한 표정으로 말 없이 바라보았다. 위에서처럼 지나가다가 뭔 일인가 싶어 현장에 눈 돌리고 바라보던 스토헤스 구의 민간인들을 증인으로 끌어들여 "주변에 보는 눈들이 이렇게나 많은데 이래도 계속 보란 듯이 행패를 부릴 테냐?"는 식으로 적당하게 협박하고 애니와 둘이서 힘을 합쳐 마를로를 구해 내는 등 불의를 참지 못하고 동료가 위기에 처하면 절대로 방관하지 않고 반드시 돕고야 마는 행동력 있는 성격이 강조되었다.
여성형 거인의 월 시나 습격 사건이 진정되고 마를로와 대화를 나누는데, 거인과의 전투로 죽은 사람들의 시체를 보고 아무런 이유없이 죽은 것에 대해 싫다고 말한다.

#### 왕정 쿠데타
이후 59화에서 마를로와 함께 다시 등장. 조사병단 수색작전에 투입되어 마를로와 함께 2인조를 짠 상태로 성실하면서도 원칙적인 성격의 마를로에게 경박하게 톡톡거리며 찝적대다가 거절당하기도 한다. 단순히 경박하고 놀기 좋아하는 것처럼 보이는 교활한 백수 같지만 사실은 성실하고 잔정이 많은 성격이어서 스토헤스구의 거인 등장 사건에서 시체조차 찾지 못하게 된 룸메이트 애니의 짐을 아직도 방구석에 처박아 둔 채로 성가시다고 투덜대고 있었다. 애니가 찾아오지 않는다며 크게 불평불만을 들이대면서도 정작 불평의 대상인 그의 짐과 사유품을 치우지 않고 가만히 냅두는 것은 히치가 애니를 그리워하며 한 편으로는 그가 어딘가에 살아 있기를 바라는 그의 마음을 암시한다. 선임 헌병들이 멋대로 내팽겨친 수색 작업을 또 다시 이어가면서도 불만 없이 받아들인 걸 보면 경박함은 가면일 뿐이지 본질은 마를로와 같은 책임감 있고 근면성실한 헌병인 듯하다. 히치가 다른 선임 헌병들처럼 마냥 게으르고 업무 태만을 밥 먹듯이 저지르는 무책임한 성격이었다면 마를로는 또 다시 혼자서만 수색 활동에 나서야 했을 테고 본인은 월 시나를 돌아다니면서 놀고 싶은 대로 실컷 놀러 다녔을 것이다.
아르민의 인기척을 느끼고 제압하려 하지만 사실 이는 함정으로 미카사와 리바이에게 사로 잡혀 장비를 빼앗기는 신세가 된다.
보기보다 깡다구있는 성격인지 자신을 죽일 듯이 분위기 잡고 있는 리바이를 향해서 "정의의 사도인 척 하는 당신들의 작전 덕에 민간인 100여명이 사망했다", "너희 남부훈련단 동기인 애니를 그날 이후 찾을 수 없다. 거인에게 씹혀 알아볼 수도 없는 몰골이 된 거 아니겠냐"라고 소리치지만 곧이어 애니가 바로 그 거인이었다는 소리를 듣고 충격을 받는다.
이후 쟝에게 살해위협을 받지만 마를로의 반격으로 도망칠 기회를 잡게 되고, 일단 도망치는 것 같아 보였지만 도망치지 않고 나무몽둥이를 어디서 주워와 쟝을 이 말대가리가!!! 라면서 두드려 패다가 마를로가 몸으로 밀쳐내며 말려서 멈췄다. 이후 마를로와 함께 조사병단과 접촉한 사실을 비밀로 하고 정보를 제공한다.
어느 정도 마를로를 좋아하고 있는 것 같다. 마를로가 조사병단행을 결심했을 때 심하게 말리던 것도 그렇고, 주변에서도 그렇게 생각하는 것 같지만 정작 마를로는 둔감하다. 장과 코니, 사샤, 아르민을 비롯한 다른 조사병단원들이 히치의 애정 표현을 하나도 못 알아보고 그저 답답하다는 반응만 내놓는 마를로를 바보냐고 디스할 때 에렌만 왜? 마를로는 잘못한 거 없잖아?라는 반응이었다.

#### 월 마리아 최종 탈환 작전
히치가 호감을 가졌던 마를로는 결국 81화에서 전사하고 말았다. 마를로는 죽기 직전 히치는 지금 자고 있을 거라고 생각했지만 실제로는 깨어 있었다. 마를로가 걱정되어서 잘 수 없었을 듯.
1부 마지막화에서 엘렌 일행이 훈장을 받을 때 축하해주러 다시 등장한다. 마를로의 죽음 때문인지 평소와 달리 표정이 어두운 상태. 히치를 본 엘렌 일행은 표정이 잠깐 어두워지다가, 곧이어 장이 프록에게 마를로의 마지막 모습을 알려주라고 재촉한다. 프록은 그가 용감했으며 위기 상황에서도 항상 동료들을 독려하는 훌륭한 병사였다고 말했지만, "그래도 마지막엔 그곳에 간걸 후회했겠지."라고 말한다. 그 말을 듣고 히치는 잠깐 놀라서 충격에 빠졌고, 친구들에게 고맙다고 말한 뒤 돌아간다.

### 최종장

#### 27권 110화
4년 후 854년이 되고 등장이 뜸했다가 110화에 오랜만에 재출연한다. 스토헤스 구 병단 지부에서 총통이 직접 관할하는 월 시나의 핵심 사령부로 보직을 옮겼을 정도로 직급이 매우 크게 승진했으며, 4년차 베테랑 헌병이 되었다. 4년 전에는 앞머리를 기른 곱슬머리였지만, 4년 후에는 웨이브를 기르고 앞머리를 옆으로 민 보브컷으로 바뀌었다.
여성형 거인의 수정체 속에 잠들어 있는 애니가 보관된 사령부 지하실로 찾아 오는데, 확성기처럼 돌돌 말아놓은 신문으로 아르민이 수정체에 손 대는 걸 막아 놓는다. 다른 사람이 보면 성추행을 연상케 하는 행위였는데, 아르민은 얼굴까지 붉히고 크게 당황하며 필요한 기억이나 정보를 얻을 수 있을지 않을까 싶어서 한 번 접촉해 본 것뿐이라고 변명한다. 이에 히치는 남자니까 그의 정보가 궁금한 건 당연하다고 맞장구치고, 부디 입장 금지만큼은 하지 말아 달라는 아르민의 청원에 쿨하게 넘어 가 준다. 아니 혼자서 인적이 없는 지하실에서 자고 있는데 누군가가 가끔씩 찾아 와서 외로움을 달래야 하지 않느냐는 뼈 있는 한 마디 말과 함께 아니를 바라보면서 깊은 정과 그리움이 드러나는 씁쓸한 미소를 짓는다. 이제 애니가 스토헤스 구 민간인 학살 사건의 주모자 중 한 명인 여성형 거인이자 적국 마레의 병사임이 드러났음에도 적대하기는커녕 여전히 자신의 친구로 여기며 수정체에서 나오기를 기다리는 대인배 같은 모습을 보인다. 가장 가까웠던 친구 마를로가 세상을 떠나 줄곧 괴로웠을 히치에게 있어 죽은 줄 알았던 룸메이트가 이렇게 기적처럼 살아 있고, 외로움을 달랠 만한 존재이기도 하니까. 이따금씩 베테랑 헌병의 권한을 이용해 극소수의 사람들만 열람할 수 있는 애니의 수정체를 보러 와 허심탄회를 하거나 심심풀이와 고민 상담 같은 잡담이나 대화를 하기도 하고, 아르민처럼 수정체를 해코지할 뻔한 사람들을 제지해 오면서 애니를 지키는 역할을 담당해 왔던 것으로 보인다.
그 후, 아르민에게 오늘자 신문을 보여 주면서 항간에서 돌아다니는 세태를 논한다. 반 병단 성향이 있는 언론사가 발간한 "병단이 의용병단을 감금시켜 전체 이익을 독점하려고 하고 있다.", "하루가 지날수록 권력욕에 들뜬 병단은 이제는 에렌 예거까지 독점하려고 있다."는 병단을 대놓고 적대하는 신문을 보고 아르민이 난감해 하자 병단은 아직까지 국민들이 만족할 만한 대답을 내놓지 않고 있으니까, 헤드라인 제목이 이렇게 나오는 건 당연한 거라고 심드렁한 얼굴로 대답한다. 에렌을 감금시킨 병단의 조치에 화가 나 대국민 반발을 일으킨 시위대가 사령부에 떼거지로 몰려들자 일감이 더 늘어났다고 투정 부리고는 아르민과 헤어져 시위대를 막으러 달려 간다. 그런데 얼마 안 가, 총통의 집무실에서 폭탄 테러가 일어나고 총통이 살점이 갈기갈기 뜯겨 나간 채로 추락한다. 청천벽력 같은 테러 사태에 당황한 히치는 총통을 면회하러 갔었던 미카사와 아르민에게 정황을 묻지만 그들 역시 사정을 몰라 아무것도 모른다는 답뿐이었다. 총통의 죽음에 더더욱 고무를 받으며 광기 어린 열기를 띄워 가며 병단의 구호 "심장을 바쳐라!"고 외치기 시작하자, 폭주해 가는 광경에 놀라움을 금치 못한다.